# Ejército Democrático Griego
El Ejército Democrático Griego (en griego: Δημοκρατικός Στρατός Ελλάδας), a veces abreviado simplemente con sus iniciales en griego: DSE (ΔΣΕ), fue el cuerpo armado creado por el Partido Comunista de Grecia durante la guerra civil griega, y estuvo en activo entre 1946 y 1949 luchando contra el gobierno prooccidental establecido en Atenas, que contaba con apoyo británico y norteamericano. A su vez, el DSE contaba con el apoyo de la URSS, la Albania de Enver Hoxha y durante un tiempo también contó con el apoyo de la Yugoslavia del Mariscal Tito.

## Historia

Bases del Ejército Democrático Griego y rutas de entrada a Grecia

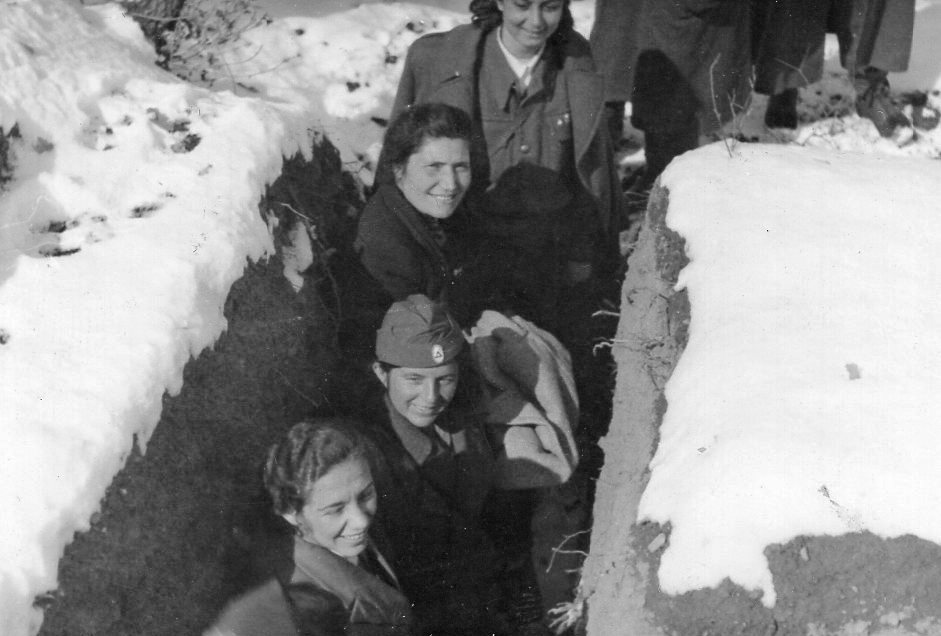
Combatientes del Ejército Democrático Griego en trincheras

Tras la liberación de Grecia de la ocupación del Eje, comenzó una caza de brujas de ciudadanos de izquierda, comunistas y oficiales de la insurgencia antifascista que habían participado en la expulsión de las fuerzas del Eje. En 1945 el Ejército británico, junto al Ejército Nacional del gobierno de Atenas, contaba en su haber con 60.000 tropas, 200 tanques, y 80 aeroplanos disponibles para combatir al Frente de Liberación Nacional, la organización principal de la resistencia griega contra el Eje, prominentemente comunista. En Grecia existían entonces 166 grupos anticomunistas diferentes, algunos como Sourla y Kalabaliki en Tesalónica, y Papadopoulos en Macedonia. Archivos de Solidaridad Nacional indican que para el 31 de marzo de 1946, a nivel nacional, 1.289 personas sospechosas de ser comunistas fueron asesinadas, 6.671 fueron víctimas de palizas, 84.931 fueron detenidas, 165 fueron violadas, y las propiedades de 18.767 fueron expropiadas. El número de supuestos comunistas presos superaba los 30.000. Los responsables de estos asesinatos, de acuerdo con el DSE, fueron grupos anticomunistas, guardias nacionales, la Policía Rural, y miembros del Ejército británico.
Bajo estas circunstancias, los partisanos perseguidos, hasta que fueron libres (muchos de ellos fueron apresados como militares bajo falsas acusaciones de asesinatos y brutalidad contra la población), comenzaron a organizar grupos guerrilleros, con el nombre de Grupos de Soldados Perseguidos. Para el verano de 1946, células de estos grupos se habían establecido por toda Grecia. El comienzo oficial de la lucha armada vino tras el ataque a una comisaría de la Policía Rural en Litochoro por 33 guerrilleros el 31 de marzo de 1946, día de elecciones.
El Partido Comunista de Grecia creó entonces el Comando General Partisano, el 28 de octubre de 1946, encabezado por Markos Vafiadis. La Orden 19 del Comando de Guerrilla, expedida el 27 de diciembre de 1946, renombró a los grupos guerrilleros como Ejército Democrático Griego. La orden incluía la vista de observación para el DSE: "Es el Ejército Nacional Revolucionario y Popular de la nueva Grecia Democrática y lucha fusil en mano por nuestra independencia nacional y por la democracia popular".
La guerra se extendió tres años más, en los que el KKE y sus aliados establecieron un Gobierno Provisional en la montaña Vitsi, donde se encontraba también el Cuartel General del DSE. El presidente de este Gobierno Provisional era también el Comandante en Jefe del DSE, Markos Vafeiadis.
Este Gobierno Provisional no tuvo reconocimiento internacional alguno. Durante los primeros dos años, desde 1946 hasta principios de 1948, mantenía el control de amplias zonas rurales pero no de ciudades importantes. Al mismo tiempo, el Ejército griego, guiado por la cúpula militar británica hasta 1947 y posteriormente por una delegación militar estadounidense dirigida por el general James van Fleet, estableció la posición del gobierno de Atenas en el resto del país y obtuvo el reconocimiento internacional.
Después de un golpe fatal sufrido a principios de 1948, cuando 20.000 hombres de la III Brigada del DSE fueron abatidos, éstos perdieron un enorme apoyo en la Grecia meridional, debido a la mala gestión política y económica del área (el 70% del área rural del Peloponeso estaba controlada por el Gobierno Provisional). Este fue el principio del fin de la guerra civil griega. Al mismo tiempo, los esfuerzos del Cuartel General del DSE para capturar y mantener alguna ciudad grande en el norte del país como Konitsa o Flórina desembocaron en catastróficas derrotas para los partisanos, derrotas de las que nunca se recuperarían.
Al mismo tiempo, el DSE experimentaba un gran problema de reservas. Muchos de los hombres y mujeres con capacidad y voluntad de ingresar en sus filas fueron encarcelados o incapaces de llegar a las áreas controladas por el Gobierno Provisional.
Una de las batallas más grandes de toda la guerra civil griega tuvo lugar en la sierra de Grammos, en 1948. La operación tuvo lugar después de que el Ejército Nacional asegurase el Peloponeso, donde lograron derrotar a la III División del DSE, que contaba con 20.000 combatientes. En la Batalla de Grammos, fuerzas del Ejército Nacional, bajo el nombre en clave de Operación Koronis, desplegaron 100.000 tropas, mientras el DSE solo contaba con 12.000 hombres. La batalla duró desde el 16 de junio hasta el 21 de agosto de 1948. Aquel día las fuerzas del DSE, tras una dura lucha, rompió el cerco de las tropas gubernamentales y se dirigió al este, hacia Vitsi. La maniobra desde Grammos hacia Vitsi está considerada como una de las más importantes acciones tácticas del DSE durante la guerra, desde el punto de vista militar.
Hacia los últimos días de agosto de 1949, el Ejército Nacional controlaba la mayor parte de Grecia, con el apoyo y guía del Gobierno norteamericano, desembarcó 180.000 tropas, logrando la derrota de 7000 combatientes del Ejército Democrático Griego en la línea Grammos-Vitsi. Tras esta derrota, los miembros del DSE cruzaron la frontera con Albania y se dispersaron en campamentos a los que llamaron "repúblicas socialistas", similar a los combatientes acampados en Taskent, la capital de Uzbekistán en la URSS.
La confrontación de posguerra dejó al país en ruinas. Muchos jóvenes de ambos bandos murieron en el campo de batalla, fueron encarcelados o partieron al exilio. La situación política fue muy inestable durante más de 25 años, hasta que llegó el Régimen de los Coroneles. El fantasma de la guerra civil continuó planeando sobre Grecia muchos años después.
En 1989, el Parlamento griego votó por unanimidad una ley que declaraba los tres años de guerra entre 1946 y 1949 como la guerra civil griega, y reconocieron a los antiguos "bandidos comunistas" como Combatientes del DSE, otorgándoles diversos privilegios, como una pensión por veteranos de guerra e incluso visados para que los exiliados pudiesen regresar a Grecia.

## El juramento del combatiente del Ejército Democrático Griego

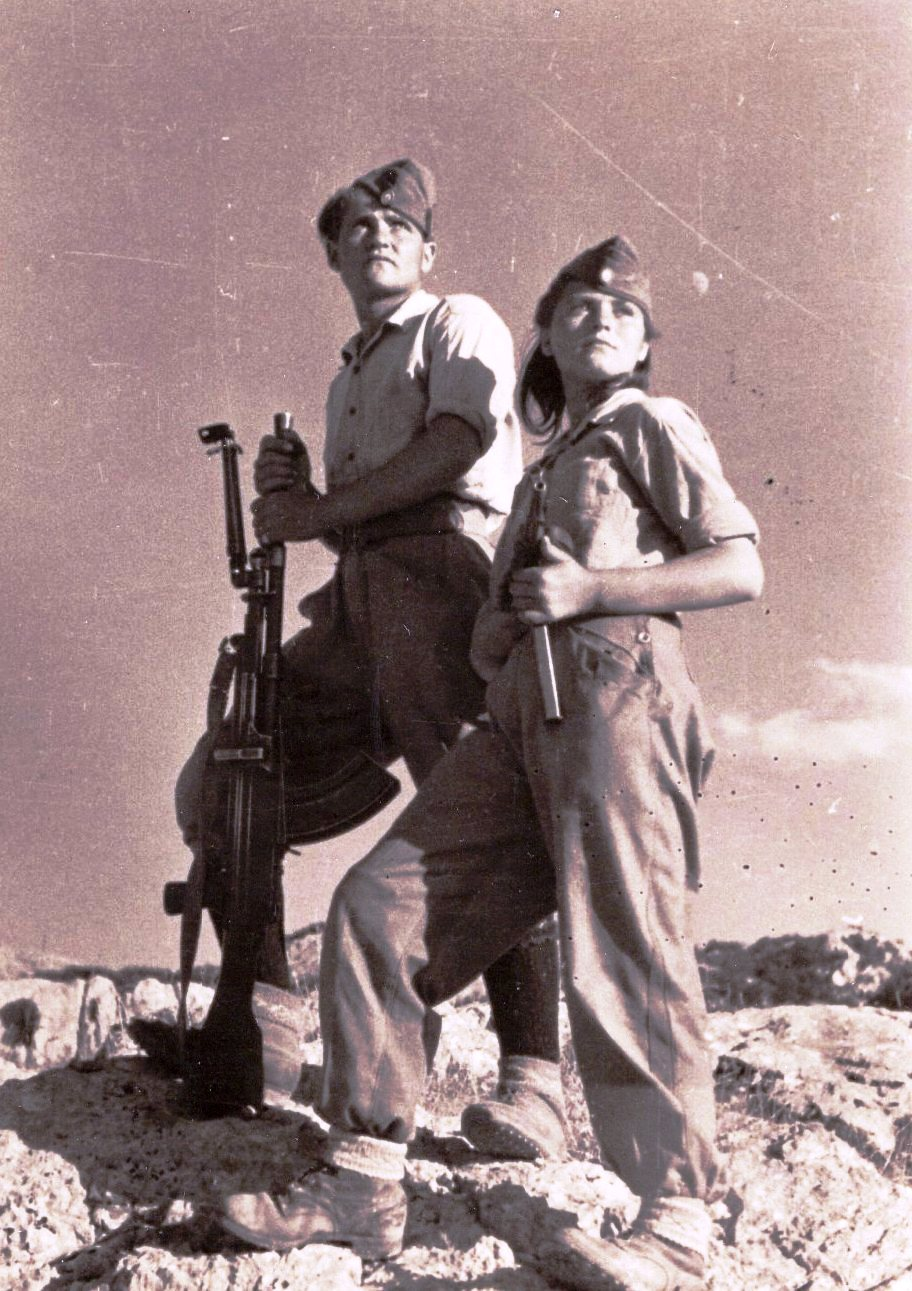
Combatientes del Ejército Democrático Griego

El siguiente texto es el juramento que los miembros debían jurar y acatar. Durante el enrolamiento, el miembro juraba:
- Yo, hijo del pueblo griego y combatiente del DSE, juro acudir a la batalla fusil en mano, a derramar mi sangre, y dar mi vida hasta el último momento para desterrar al invasor de la Patria. Hasta desterrar cualquier rastro de fascismo. Hasta asegurar y defender la independencia nacional y la integridad territorial de la Patria. Hasta asegurar y defender la democracia, el honor, el trabajo, la fortuna y el progreso de mi pueblo.

- Juro ser un buen soldado, bravo y disciplinado, y llevar a cabo todas y cada una de las órdenes de mis superiores, respetar todos los reglamentos, y no revelar ningún secreto interno del Ejército Democrático Griego.

- Juro ser un buen ejemplo para el pueblo, alentar a la unidad popular y la reconciliación, y evitar cualquier acción que me deshonre, como persona y como combatiente.

- Mi ideal es una Grecia fuerte y democrática, así como el progreso y la prosperidad del pueblo. Y en el servicio de mi ideal, ofrezco mi fusil y mi vida.

- Si alguna vez me convierto en un mentiroso, y en un mal intento rompo mi juramento, dejad que la mano vengadora de la nación, y el odio y escarnio del pueblo, caigan sobre mí implacablemente.